# 何蓝逗
何蓝逗（1999年10月16日—），本名何蓝，广东惠州人，中国大陆女演员。她于2015年8月起在小咖秀上载多段模仿视频而走红，之后于2016年1月随网络电影《青春喂了狗》上映而正式进入演艺圈。

## 生平

### 早年
何蓝自4岁起学习美术，此外亦会弹奏吉他、跳舞及创作歌曲，被其家人认为在镜头前“似乎天生具有表演天赋”。高二时，作为美术特长生的何蓝转入惠州市华罗庚中学学习，并在这期间开始于小咖秀上载模仿视频，以呆萌清秀的外表及搞怪的表演风格收获了数万支持者。此后，有支持者以“何蓝逗”称呼之，而其支持者群体亦获称“何蓝人”。除了上载模仿视频外，其后来亦有向网络主播的方向发展。
2016年1月12日，其获颁第一届“放肆一下·移动视频风云盛典”网络达人奖项之“最佳女演员”奖。

### 进入演艺圈
2015年10月，何蓝被导演欧谭凯相中，以“何蓝逗”名义参与网络电影《青春喂了狗》的拍摄，并在其中饰演女一号，由此开始在兼顾学业的情况下北上发展。12月25日，出席其参演的剧集《黄金女保镖》的开机礼。2016年1月11日，《青春喂了狗》上线播放，并收获良好评价。4月28日，于GMIC主办的第一届互联网最具人气主播评选中获选十大人气主播之第四名。2017年2月13日，出演剧集《黄金女保镖》，在其中饰演“张妙彤”。4月29日，出演网络电影《降龙大师》的“小九”一角。8月9日，出演网络电影《极道少女》，在其中饰演“小初”。
2018年4月30日，出席其主演的剧集《等到烟暖雨收》的开机礼，是为其首次出演古装剧集。5月9日，出演剧集《结爱·千岁大人的初恋》，在其中饰演少女“慧颜”，并获得良好评价。2019年6月6日，与陈飞宇共同主演电影《最好的我们》，是为其首次参演院线电影。6月14日-28日，以飞行嘉宾身份参演湖南卫视慢综艺节目《向往的生活3》。11月，其出席电影《完美失恋》的启动发布会。12月23日，其入围2019年电影频道M榜“最具潜力女演员”奖。26日，其出演的剧集《绝境铸剑》启播，在其中饰演“锦妹”。

## 影视作品

### 电影
| 上映时间 | 名称                     | 角色         | 参考/备注  |
| -------- | ------------------------ | ------------ | ---------- |
| 2016年   | 《青春喂了狗》           | 陆妍         | [ 6 ]      |
| 2016年   | 《老九门番外之四屠黄葵》 | 春四         | 網絡電影   |
| 2017年   | 《降龙大师》             | 小九         | 網絡電影   |
| 2017年   | 《绝世高手》             | 蔡老板小秘书 | [ 23 ]     |
| 2017年   | 《极道少女》             | 小初         | 網絡電影   |
| 2018年   | 《盖世英雄》             | 秦玥儿       | [ 24 ]     |
| 2018年   | 《盖世英雄》             | 鸿           | [ 24 ]     |
| 2019年   | 《最好的我们》           | 耿耿         | [ 15 ]     |
| 2019年   | 《透视之眼》             | 陆吟雪       | 網絡電影   |
| 2019年   | 《中华兵王之警戒时刻》   | 何乔         | 網絡電影   |
| 2020年   | 《直播游戏》             | 韩真儿       | 網絡電影   |
| 2020年   | 《仙书奇谭》             | 鼠来宝       | 網絡電影   |
| 2020年   | 《大神猴3情劫篇》        | 史飘飘       | 網絡電影   |
| 2021年   | 《镇魔司：西域异兽》     | 花无常       | 網絡電影   |
| 2022年   | 《镇魔司：灵源秘术》     | 花无常       | 網絡電影   |
| 2022年   | 《暗恋橘生淮南》         | 耿耿         |            |
| 2022年   | 《狄仁杰之浴火麒麟》     | 武则天       | 網絡電影   |
| 2022年   | 《我的遗憾和你有关》     | 向言         |            |
| 2023年   | 《不能流泪的悲伤》       | 赵心卉       |            |
| 2024年   | 《出门在外》             | 潇           |            |
| 2025年   | 《有朵云像你》           |              |            |
| 待上映   | 《遇神》                 | 张佳羽       | 2019年拍摄 |
| 待上映   | 《完美失恋》             | 蓝贝贝       | [ 18 ]     |

### 剧集
| 上映时间 | 名称                    | 角色             | 参考/备注          |
| -------- | ----------------------- | ---------------- | ------------------ |
| 2017年   | 《黄金女保镖》          | 张妙彤           | 網絡劇             |
| 2018     | 《结爱·千岁大人的初恋》 | 少女慧颜         | [ 13 ]             |
| 2018     | 《最亲爱的你》          | 林小纯           | [ 25 ]             |
| 2018     | 《等到烟暖雨收》        | 易落             | 網絡劇             |
| 2019     | 《绝境铸剑》            | 锦妹             | [ 21 ]             |
| 2020     | 《在一起》              | 毛真真           | 單元《生命的拐点》 |
| 2021     | 《理想照耀中国》        | 方澄敏           | 單元《我是小方》   |
| 2021     | 《对手》                | 李小满           |                    |
| 2022     | 《蕨草少女的白日梦》    | 田蕨             | 網絡劇             |
| 2022     | 《青春正好》            | 陆瑶瑶           | 網路剧             |
| 2023     | 《是亲密的你》          | 向言             | 網絡劇             |
| 2023     | 《虎鹤妖师录》          | 一眉仙子         | 網絡劇             |
| 2023     | 《一念关山》            | 杨盈             | 網絡劇             |
| 2025     | 《黄雀》                | 马明珠（小痦子） | 網絡劇             |
| 2025     | 《蛮好的人生》          | 王雪             | 客串               |
| 未播     | 《翡翠恋人》            | 逗逗             | 2016年拍攝         |
| 未播     | 《渴望生活》            |                  | 2017年拍攝         |
| 待播     | 《我不是诗仙啊》        | 夏小蝶           | 網絡劇             |
| 待播     | 《我不叫墨斗儿》        | 董若男           |                    |
| 待播     | 《即刻上场》            | 郭小雨           |                    |
| 待播     | 《独身女人》            | 蔡掌珠           |                    |
| 待播     | 《风满楼》              | 陆荧荧           | 網絡劇             |

### 综艺
| 播出时间       | 节目名称                       | 参考/备注                        |
| -------------- | ------------------------------ | -------------------------------- |
| 2015年9月      | 天津卫视《非你莫属之藏龙卧虎》 | 创业者嘉宾（播出日期2015.12.29） |
| 2015年11月25日 | 北京卫视《每日文娱播报》       | 个人专访                         |
| 2015年12月     | 安徽卫视《其实很爱你》         | 嘉宾                             |
| 2019年6月3日   | 湖南卫视《甜蜜的任务》         | 嘉宾（宣传电影最好的我们）       |
| 2019年6月14日  | 湖南卫视《向往的生活》         | 飞行嘉宾                         |
| 2019年6月15日  | 湖南卫视《快乐大本营》         | 嘉宾                             |
| 2019年6月21日  | 湖南卫视《向往的生活》         | 飞行嘉宾                         |
| 2019年6月28日  | 湖南卫视《向往的生活》         | 飞行嘉宾                         |
| 2021年12月4日  | 浙江卫视《导演请指教》         | 飞行嘉宾（第五期下）             |
| 2023年12月8日  | 湖南卫视《来者何人》           | 嘉宾（第四期-第十期）            |
| 2023年12月16日 | 湖南卫视《你好星期六》         | 嘉宾（宣传一念关山）             |

## 奖项
| 时间           | 典礼                                      | 奖项                   | 结果 | 参考及备注 |
| -------------- | ----------------------------------------- | ---------------------- | ---- | ---------- |
| 2016年1月12日  | 2015第一届放肆一下·移动视频风云盛典       | 最佳女演员             | 获奖 | [ 27 ]     |
| 2016年4月28日  | 第一届GMIC十大互联网                      | 最具人气主播           | 获奖 | [ 28 ]     |
| 2018年4月17日  | 第八届北京国际电影节·第二届网影盛典       | 年度十佳网络电影女演员 | 获奖 | [ 29 ]     |
| 2020年1月1日   | 2019年电影频道M榜                         | 最具潜力女演员         | 提名 | [ 19 ]     |
| 2022年7月8日   | 第二届澳涞坞国际电影节金萱奖              | 最佳新锐演员           | 提名 | [ 30 ]     |
| 2023年1月23日  | CMG中央广播电视台第一届中国电视剧年度盛典 | 年度突破演员           | 提名 | [ 31 ]     |
| 2024年11月24日 | 第十五届澳门国际电视节金莲花              | 最佳女配角             | 提名 | [ 32 ]     |

## 争议

### 不当言论
在《向往的生活3》第九集节目中，各参演人员谈及该节目常驻嘉宾彭昱畅未曾拍摄过吻戏时，何蓝逗则直接提议让其与另一常驻嘉宾张子枫拍摄吻戏，遭到彭的拒绝；何当即表示“演员有啥不能拍的”，但又在稍后拒绝了常驻嘉宾黄磊提出的让其与彭拍摄吻戏的提议。此番言论令其在该集节目完结后被大批网民批评“情商低”。
次日，何蓝逗于其个人微博发文道歉，表示愿意接受公众监督，并“会要求自己谨言慎行”，惟其致歉言论被网民批评为“没有诚意”。